# Odontodiaptomus
Odontodiaptomus là một chi động vật giáp xác trong họ Diaptomidae. 

## Các loài
Chi này gồm các loài:
- Odontodiaptomus michaelseni (Mrázek, 1901)
- Odontodiaptomus paulistanus (S. Wright, 1936)
- Odontodiaptomus thomseni (Brehm, 1933)